# میخائیل نهم
میخائیل نهم با عنوان کامل میخائیل نهم پالایولوگوس (به یونانی: Μιχαήλ Θ΄ Παλαιολόγος, Mikhaēl IX Palaiologos)(به انگلیسی: Michael IX Palaiologos or Palaeologus) (زادهٔ ۱۷ آوریل ۱۲۷۷ — درگذشتهٔ ۱۲ اکتبر ۱۳۲۰) امپراتور بیزانس به‌طور مشترک با پدرش آندرونیکوس دوم از ۱۲۹۵ تا هنگام مرگش در ۱۳۲۰ بود. او در طول مدت فرمانرواییش با ترکان عثمانی جنگید و در برابر تجاوزات مزدوران کاتالانی مقاومت نمود اما علی‌رغم تمامی این کوشش‌ها نتوانست امپراتوری بیزانس را از سقوط نجات دهد.

## زندگی
میخائیل بزرگترین پسر آندرونیکوس دوم، امپراتور وقت بیزانس و آنای مجارستانی بود. او در ۱۲۸۱ به‌عنوان امپراتور مشترک با پدرش معرفی شد و در ۱۲۹۴یا ۱۲۹۵ با عنوان میخائیل نهم تاجگذاری کرد. در ۱۳۰۳ یا ۱۳۰۴ پدرش مزدوران کاتالانی را به‌منظور مبارزه با ترک‌ها به خدمت گرفت که نتیجه‌ای فاجعه‌بار داشت، زیرا این مزدوران که تحت فرماندهی روژه دو فلو قرار داشتند بیشتر از آنکه به مبارزه با ترکان عثمانی علاقه‌مند باشند همچون آنان به حمله و غارت شهرهای بیزانس متمایل بودند. میخائیل به امید خلاصی از دست کاتالان‌ها ترتیب قتل روژه دو فلو را در کاخ امپراتوری در آوریل ۱۳۰۵ داد. اما این کار به شورش کاتالان‌ها انجامید و آن‌ها به مدت چندین سال به حمله و ویران‌سازی حومهٔ تراکیه پرداختند تا اینکه سرانجام به تسالی نقل مکان کردند.
میخائیل در ۱۲ اکتبر ۱۳۲۰ و پیش از پدرش درگذشت و در نتیجه فرصت آن را نیافت تا به‌طور مستقل قدرت را در دست گیرد.